# Diocese de Laon

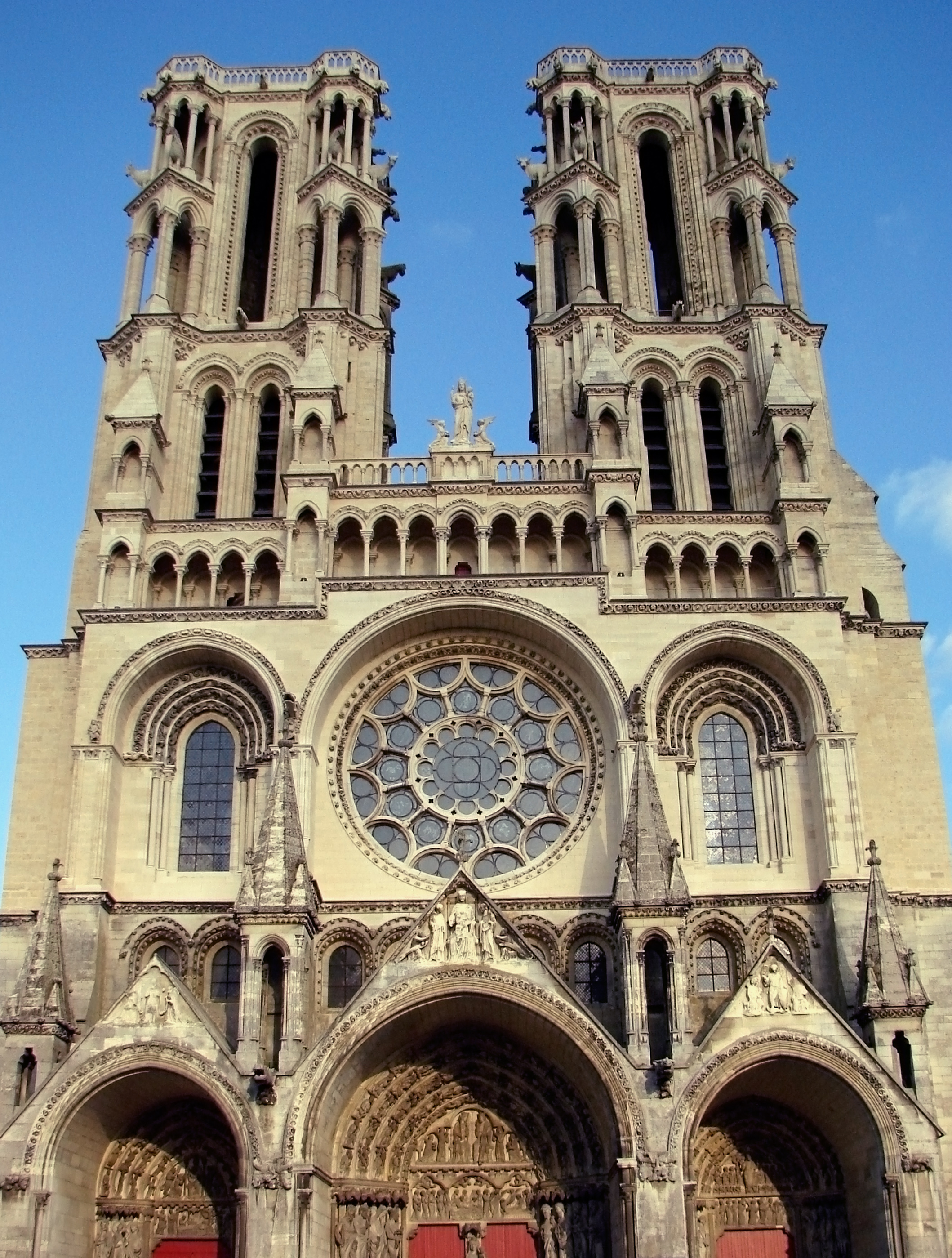
Catedral de Laon

A Diocese de Laon no atual departamento de Aisne, foi uma Diocese católica durante cerca de 1.300 anos, até a Revolução Francesa. Sua sede era em Laon, França, com a Catedral de Laon. Desde o início do Século XIII, o bispo de Laon era um Pariato da França, entre a elite.

## História
A diocese de Laon foi evangelizada em data incerta por Beatus, a Sé foi fundada em 487 por Remígio de Reims, que a separou da Arquidiocese de Reims e nomeou seu sobrinho Genebald como bispo.
Depois de uma tentativa feita pela não executada Concordata de 11 de junho de 1817 para re-estabelecer a Sé de Laon, o bispo de Soissons foi autorizado pelo Papa Leão XII (13 de junho de 1828) a juntar o título de Laon ao de sua própria dioscese. O Papa Leão XIII (11 de junho de 1901) ainda autorizou a usar o título de Saint-Quentin, que foi outrora a residência do bispo de Noyon.

## Bispos
Louis Séguier, nomeado por Henrique IV de França, bispo de Laon em 1598, recusou a nomeação para abrir espaço para seu jovem sobrinho Pierre de Bérulle, mais tarde cardeal e fundador da Sociedade do Oratório na França. De Bérulle recusou a Sé.

### Até o ano 1000
- Genebald (Genebaldus) (Genebaud I. ou Guénebauld) (499-†550)
- Latro (550-570)
- Gondulphe
- Elinand I. ou Ebreling
- Robert I.
- Cagnoald (627-†638)
- Attole ou Attila
- Vulfadus
- Serulphe († 681)
- Peregrin
- Madalgaire (ca. 682)
- Liutwin
- Sigoald
- Bertifrid
- Madelvin
- Genebald(us) II (ca. 744)
- Bernicon (ca. 766)
- Gerfrid (774-799)
- Wenilon I. ou Ganelon (800-813)
- Wenilon II.
- Egilo
- Ranfrid
- Sigebod
- Ostroald
- Simon († 847)
- Pardule (848-†856)
- Incmaro (857-876, or 858-871)
- Hedenulphe (876-???)
- Didon (886-895)
- Rudolf († 921)
- Adelelm or Alleaume (921-930)
- Gosbert († 932)
- Ingramme († 936)
- Raoul (936-†949)
- Roricon (949-976), filho ilegítimo de Carlos, o Simples
- Adalbero Ascelin (977-† 1030) (de Wigérides)

### De 1000 a 1300
- Elinand (1052-†1098)
- Enguerrand († 1104)
- Gaudry († 1112)
- Hugo (1112-†1113)
- Barthelemy de Vir (1114-1150)
- Gautier de Mortagne (1151-1174)
- Roger de Rosoy (1175-†1207)
- Renaud Surdelle (1207-†1210)
- Robert de Châtillon (1210-†1215)
- Anselme de Mauny (1215-†1238)
- Garnier (1238-†1248)
- Ithier de Mauny (1248-†1261)
- Guillaume des Moustiers (1262-†1269)
- Geoffroy de Beaumont (1270-†1279)
- Guillaume de Châtillon (1280-†1285)
- Robert de Torote (1285-†1297)
- Gazon de Savigny (1297-†1307)

### 1300 a 1500
- Raoul Rousselet (1317-1325)
- Albert de Roye (1326-†1336)
- Roger d'Armagnac (1336-†1339)
- Hugues d'Arcy (1339-1351)
- Robert Le Coq (1351-???)
- Geoffroy le Meingre (1363-†1370)
- Pierre Aycelin de Montaigut (1370-1386)
- Jean de Roucy (1386-†1419)
- Guillaume II. de Champeaux (1420-†1444)
- Jean Juvénal des Ursins (1444-1449), mais tarde Arcebispo de Reims
- Antoine Crespin (1449-1460)
- Jean de Gaucourt (1460-†1468)
- Karl of Luxemburg (1472-†1509)
- Pierre Aycelin de Montaigut (1371-86), cardeal em 1383

### A partir de 1500
- Louis de Bourbon de Vendôme (1510-1552)
- Jean Doc (1552-1564)
- Jean de Bours (1564-†1580)
- Valentin Douglas (1580-†1598)
- Geoffroy de Billy (1598-†1612)
- Benjamin de Brichanteau (1612-†1619)
- Philibert de Brichanteau (1620-†1652)
- César d'Estrées (1655-1681)
- Jean III. d'Estrées (1681-1718)
- Louis Annet de Clermont de Chaste de Roussillon (-1721)
- Charles de Saint Albin (1721-1723)
- Henri François-Xavier de Belsunce-Castelmoron (1723)
- Etienne Josephe de la Fare (1723-1741)
- Jean-François-Joseph de Rochechouard de Faudoas (1741-1777)
- Louis Hector Honoré Maxime de Sabran